# Boktai: The Sun is in Your Hand
Boktai: The Sun is in Your Hand (ボクらの太陽 Bokura no Taiyo?, "Nuestro Sol" en japonés), es un videojuego lanzado para Game Boy Advance en el 2003 por Konami y producido por Hideo Kojima. El juego es conocido por el uso de un "sensor solar" que mide el nivel de luz solar/rayos UV expuestos al cartucho. 
El jugador toma el papel de Django, un cazador de vampiros, que utiliza un arma llamada Gun Del Sol que dispara luz solar a sus enemigos. Con el fin de cargar el arma e interactuar con el entorno el juego motiva a los jugadores a experimentar exponiendo o tapando sensor solar.

## Historia
En un lugar no muy lejos de aquí y ahora... El Fin del Mundo se acerca... Los no-muertos aparecen, rompiendo el ciclo natural de vida y la muerte. La evolución de las especies se termina... y uno por uno se extinguieron. En la era de la oscuridad en la que la gente ha olvidado el sol, los "Inmortales" (los seres de la oscuridad) han aparecido y se convirtió San Miguel, la Ciudad del Sol, en una tierra de la muerte. la maldición oscura ha convertido todas las especies en "no-muertos". "Materia oscura" ha provocado la "undeadening" de toda la vida. El hombre que fue conocido como el más fuerte cazavampiros ha caído, y las esperanzas de la gente han sido destrozadas. Pero un día, un niño que salió de San Miguel ha vuelto, este niño es Django, el heredero de la pistola solar "Gun Del Sol" y la última esperanza para la humanidad. En él fluye la sangre de los más grandes cazavampiros de todos los tiempos. Se dirige a Istrakan, La Ciudad de la Muerte, para perseguir el asesino de su padre. ¿Podrá Django vengar la muerte de su padre utilizando la luz del sol como su arma? ¿Podrá detener el undeadening que amenaza la vida de todos? ¿Podrá traer nuestro sol?

## Juego
A diferencia de otros RPG de acción, el combate se centra en el sigilo. Un concepto integral es dispararle a un no-muerto en la espalda, aturdiéndolo para después de huir o acabarlo de una vez. Siendo descubierto por un monstruo (indicado por un signo de exclamación rojo por encima de la cabeza) reducirá el rank recibido al final de una etapa. El rank más alto se puede recibir es una "S", y la menor una "C-". Una serie de otros factores también determinan el rank recibido, como el total de tiempo utilizado para completar el nivel. La única arma es la pistola, pero se pueden utilizar una variedad de diferentes lentes que disparan diferentes energías, así como los diferentes "frames", algunos de los cuales imitan armas reales, como escopeta, automático, disparos y dispersión, y más "frames" basados en la fantasía con energía esparcida, espadas, y habilidades de rotación. Granadas, que están unidas debajo de la pistola, son un suplemento limitado. El primer tipo encontrado sólo explota con un fuerte sonido que alerta a todos los monstruos cercanos. las demás granadas tienen efectos especiales, tales como golpear a todos los enemigos en pantalla. Hay 2 variedades relacionadas con el sol, en la cual una da al jugador 4 barras artificiales de luz solar durante unos 30 segundos, mientras que la otra se vuelve más fuerte dependiendo de la cantidad de SOL (carga de batería, almacenados en la Estación Solar) adquirida entre usos. Django bien dispara granadas hacia arriba (granadas de efectos) o hacia adelante (granadas de ataque). Django es acompañado por Otenko, un girasol flotante con una larga nariz que guía Django a través de su aventura, revelando la historia en el tiempo y dando consejos sobre tácticas de lucha y rompecabezas.

### Árbol Solar
El Árbol Solar te permite cultivar objetos dentro de huecos en sus raíces para luego crecer con la luz solar. Los jugadores ganar un hueco por cada Inmortal derrotado (excluyendo Inmortales después Carmilla). El jugador puede cultivar objetos mezclando otros dos objetos. Cada objeto necesita una cantidad específica de SOL para crecer y si se utiliza demasiada luz solar, se obtendrán semillas podridas. Si un jugador utiliza una Zanahoria Rápida en la combinación, el objeto crece más rápidamente, y si se utiliza una Zanahoria X2 en la combinación, el resultado final será más fruta de lo habitual. El Árbol Solar crece dependiendo de la cantidad de SOL acumulado. Cuando el jugador obtiene 600 SOL, el árbol estará totalmente crecido y recibirás el emblema Solar, si hablas con Lita. Al llegar alrededor de 1500 SOL, el Árbol Solar tendrá hojas de color rosa, y el jugador obtendrá una Tarjeta Estrella de Lita, que permitirá el acceso a la batería Astro, pero solo en la versión japonesa. Los jugadores pueden ver la cantidad de SOL actualmente acumulada después de terminar el juego una vez, luego de regresar al Árbol Solar y utilizando una nueva plaza de teletransporte.

### Banco Solar y Préstamos Oscuros
El Banco Solar te permite colocar la energía solar que has recogido dentro para ser aumentada mediante la tasa de intereses (como un banco de la vida real). Puedes darle energía solar a otro Solar Boy. El Banco Solar solo está abierto entre las 7:00 AM hasta las 12:00 AM. 
Préstamos Oscuros permite pedir prestado energía solar con el precio de pagar el préstamo con la tasa de interés en 3 días. Le puedes pagar colocando de nuevo la cantidad de energía solar requerida en el Banco Solar. Si no se les paga pasado los 3 días, insectos oscuros te atormentaran y te robaran la energía solar hasta que hayan tomado lo suficiente como para pagar la deuda. Préstamos Oscuros tiene una Sala de Castigo, para castigar a aquellos que continuamente se olvidan de sus deudas. Cuando salgas de tu primera visita a Préstamos Oscuros, obtendrás una Tarjeta Oscura, que te permite utilizar Préstamos Oscuros en cualquier lugar, excepto en las trampas de no-muertos y jefes Inmortales. Préstamos Oscuro está abierto todo el día.

### Precauciones
- El sensor solar es fragíl y está dentro del cartucho transparente. No dejes caer, ensucies ni dañes de cualquier forma el cartucho.
- La pistola solar, debido a tanto tiempo de uso sin caer el sensor a 0, tiende a sobrecalentar. Si pasa eso, el jugador no puede atacar y solo se puede usar granadas. Si usa la pistola solar sin enfriar reiteradamente, tiene el mecanismo de seguridad que no podrá usar hasta la siguiente puesta de sol.
- Es posible que emuladores como VisualBoyAdvance no reconocen el sensor solar, debido a la aparición del cartel de sensor roto.

## Torre Azul Celeste
La Torre Azul Celeste es un nivel extra en Boktai en que está en juego para desafiar los grandes jugadores, destacada por la extrema cantidad de tiempo requerido para obtener el premio de la mazmorra. Se encuentra afuera, a la derecha del Cementerio en Ruinas. Los lentes de fuego y hielo son necesarios para entrar en la torre. La torre contiene entre 12 y 99 plantas al azar con trampas de no-muertos en cada piso (piso máximo actual/3) tales como espadas, hachas, o Krakens. Una vez que el jugador llega a la última planta con el emblema de Luna en su inventario, serás capaz de luchar contra el "Silvery White Knight", si lo derrotas, obtendrás el "frame" Guardian para la Gun Del Sol. Cada vez que terminas la torre, independientemente de si vences o no al "Silvery White Knight", tres plantas se añaden a la torre. Mediante la construcción de la torre hasta el máximo de 99 pisos, el jugador también obtendrá la batería infinita al derrotar al "Silvery White Knight".

### Resonancia de Emblemas
Cuando un jugador entra por primera vez a la Torre Azul Celeste, el "Silvery White Knight" te dará al azar a uno de los emblemas de los cuatro elementos Tierra, Fuego, Hielo, y Nube. Para conseguir los otros 3 emblemas, necesitas transimir los datos de otro jugador que los haya conseguido del "Silvery White Knight". El emblema que una persona puede cambiar brilla en su inventario. Los tres últimos emblemas se obtienen en el resto del juego. Para obtener el emblema oscuro, tienes que completar el juego una vez. Para obtener el emblema solar, tiene que sanar plenamente al Árbol Solar y, a continuación, hablar con Lita. Al entrar en la Torre Azul Celeste con seis emblemas, el "Silvery White Knight" te dará el emblema lunar que permite al jugador tomar el último desafío de la torre.

## Relación conMega Man Battle Network 4
Boktai formó parte de una colaboración entre Capcom y Konami impulsada por Keiji Inafune (conocido por su papel como diseñador en Mega Man) y Hideo Kojima, apareciendo en entregas posteriores de ambas sagas. Hideo Kojima, aquí conocido como Director Ozuma, tiene un cameo dentro del parque de diversiones, con diálogos que aluden a su papel como creador de Django y Boktai.
En Battle Network 4, Django es parte de una atracción en un parque de diversiones donde se le ve peleando contra un vampiro. Más adelante aparece como parte de una historia opcional para derrotar a ShadeMan.
El Program Advance (PA) "PileDrvr" se realiza mediante la selección de los chips 'GunSol1','GunSol2' y 'GunSol3' al mismo tiempo en la pantalla de selección de chips. "PileDrvr" crea dos grandes generadores de energía solar, que cada uno baja un total de  400HP a los enemigos entre ellos.

## Curiosidades
- Uno de los "frames" disponibles en el juego se llama Beatmania, una referencia a otra serie de juegos de Konami.
- Banco Solar, Préstamos Oscuros y Gun Del Sol son tarjetas que aparecen en Metal Gear Acid 2
- Otro de los "frames" se llama Gradius, una referencia a una serie de Konami del mismo nombre.
- Un calabozo utiliza el famoso Código Konami para revelar un cofre del tesoro escondido.
- Existe una película llamada Django donde el protagonista, un vaquero del mismo nombre, carga tras de si un ataúd al igual que en el juego.